# Ну і молодь!
«Ну і молодь!» (інша назва: «Подивіться на цю молодь!») — радянський чорно-білий художній фільм-драма 1969 року, знятий режисером Резо Чхеїдзе на кіностудії «Грузія-фільм».

## Сюжет
Червень 1941 року. Юні випускники однієї з тбіліських шкіл планують своє майбутнє життя, не знаючи, що вже розпочалася війна. Діти йдуть на фронт. Тільки один із них уціліє та напише імена загиблих друзів на стіні рейхстагу у поваленому Берліні.

## У ролях
- Лейла Кіпіані — Натела
- Каха Корідзе — Темур
- Гоча Ломія — Зураб-редиска
- Тамаз Толорая — Леван
- Роланд Борашвілі — Баадур
- Нугзар Багратіоні — «Криниця розуму»
- Теймураз Баблуані — Малхаз
- Бідзіна Чхеїдзе — «Бетховен»
- Зураб Капіанідзе — Шаліко, артилерист
- Віктор Панченко — Володя
- Тамара Тваліашвілі — бабуся
- Шалва Геджадзе — дідусь
- Віктор Мізін — Борис Бондаренко, лейтенант
- Грігол Костава — священник
- Вахтанг Нінуа — вчитель
- Шалва Херхеулідзе — дядько Міхо
- Ніно Ахаладзе — Нініко
- Герман Качин — солдат
- Ірина Шевчук — медсестра
- Іраклій Кокрашвілі — епізод
- Олена Альокіна — епізод
- Мераб Гегечкорі — епізод
- Валентин Донгузашвілі — продавець на базарі
- І. Єрофєєва — епізод
- Георгій Жужунашвілі — епізод
- Марина Іашвілі — епізод
- Олександр Лордкіпанідзе — епізод
- Валентина Ніколаєнко — медсестра
- Мавр Пясецький — епізод
- Грігол Талаквадзе — епізод
- Іпполіт Хвічія — епізод
- Ніно Хомасурідзе — епізод
- Тамара Цхведіані — епізод
- І. Шведков — епізод
- Ілля Бакакурі — епізод
- Тамара Датуашвілі — епізод
- Давид Кобулов — старий з георгіївським хрестом
- Юрій Мажуга — солдат
- Іван Матвєєв — солдат

## Знімальна група
- Режисер — Резо Чхеїдзе
- Сценарист — Суліко Жгенті
- Оператор — Арчіл Піліпашвілі
- Композитор — Сулхан Цинцадзе
- Художники — Зураб Медзмаріашвілі, Михайло Мєдніков